# Lassen van A tot Z

## A
Afbrandstuiklassen -
Lassen met atomaire waterstof -

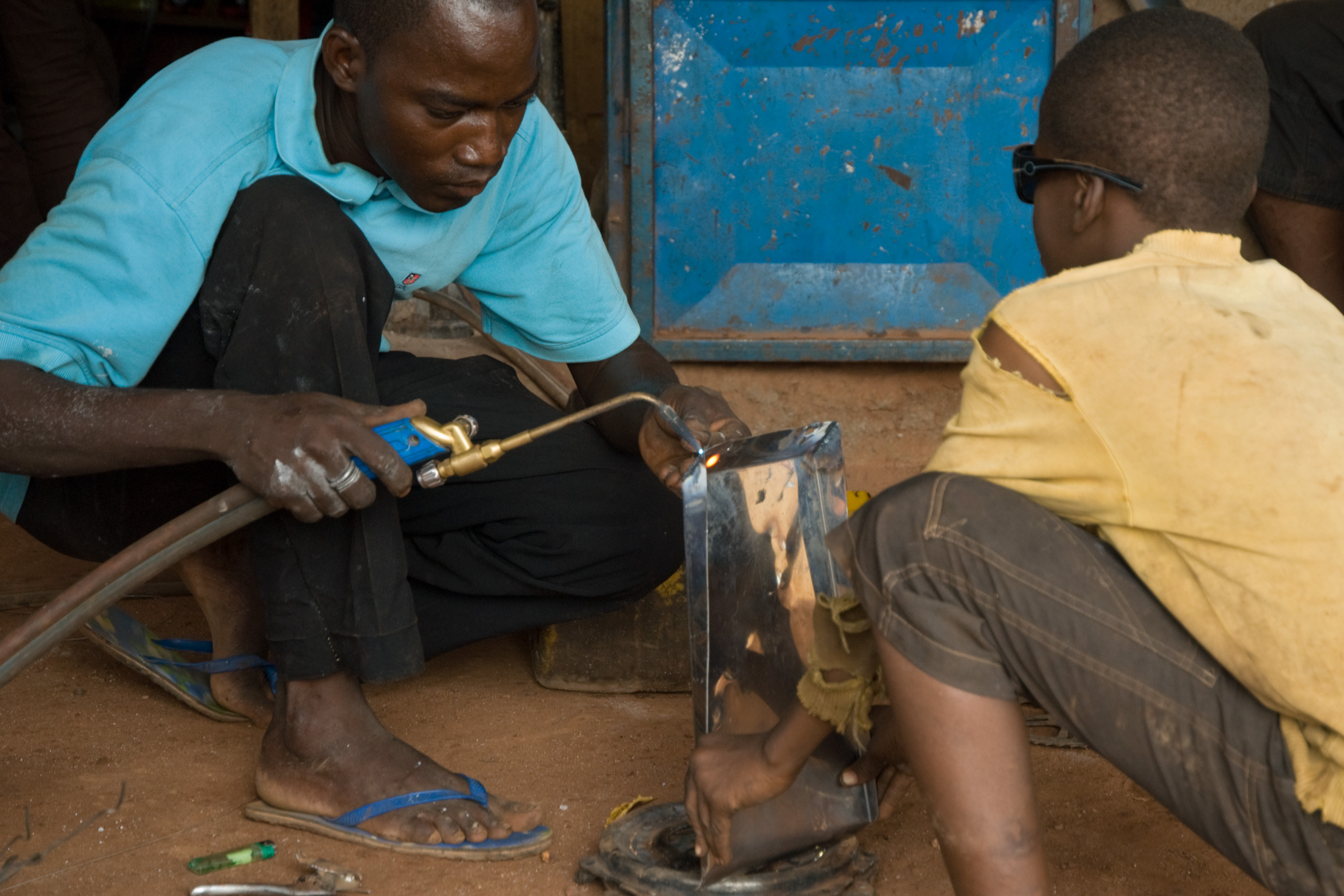
Autogeen lassen

## B
Lassen met beklede elektrode -
Beschermgas -
Nikolaj Benardos -
Booglassen -
Bundellassen

## D

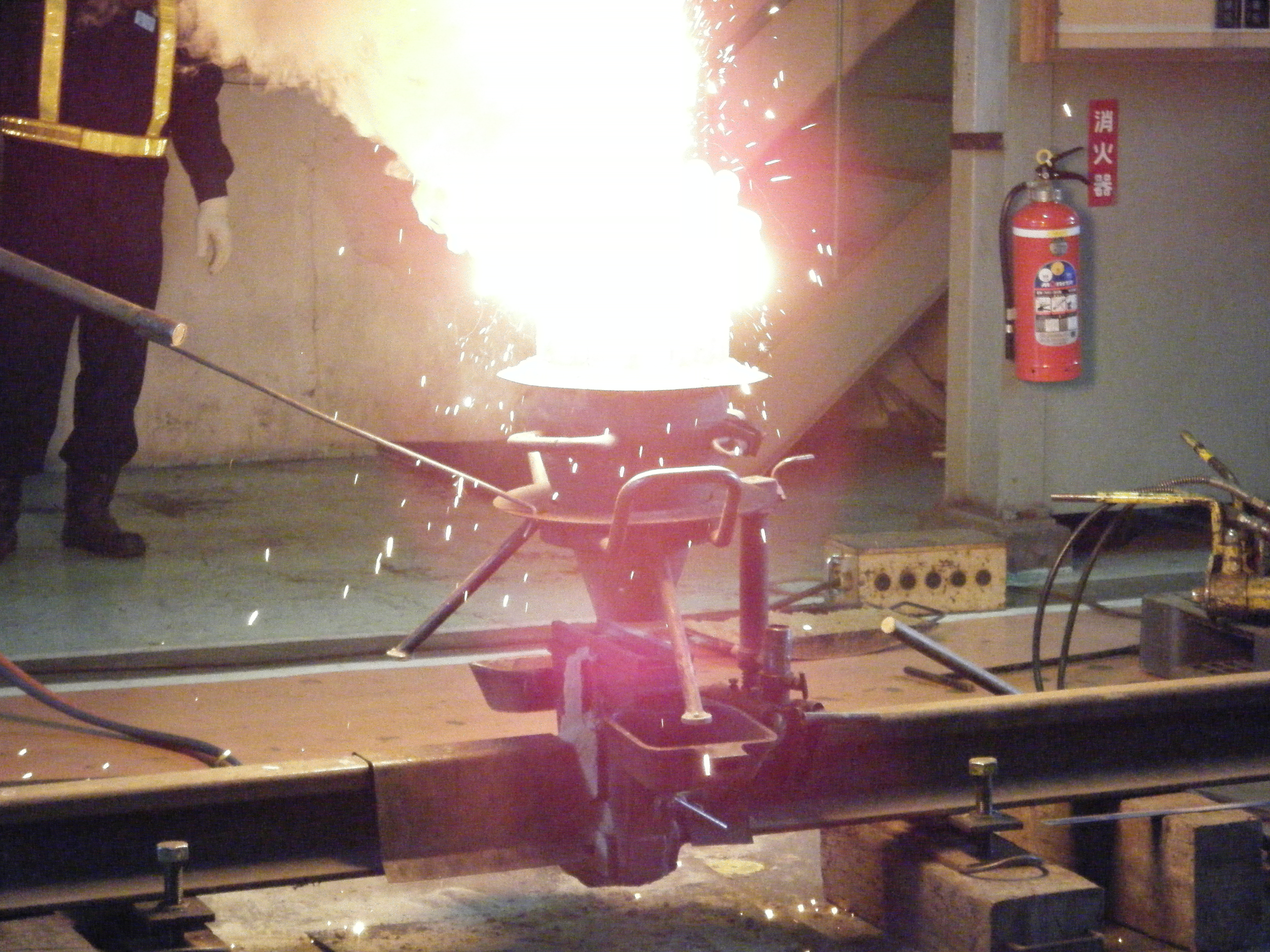
Exothermisch lassen van spoorstaven

Diffusielassen -
Druklassen -
Drukstuiklassen

## E
Elektrogaslassen -
Elektronenbundellassen -
Elektroslaklassen -
Exothermisch lassen -
Explosielassen

## F
Fusielassen

## G
Gasdruklassen -
Gatlassen -
Lassen met gevulde draad

## H
Hoogfrequent weerstandlassen -
Hout lassen

## I
Inductielassen -
Infraroodlassen

## K
Keyholelassen -
Kouddruklassen

## L

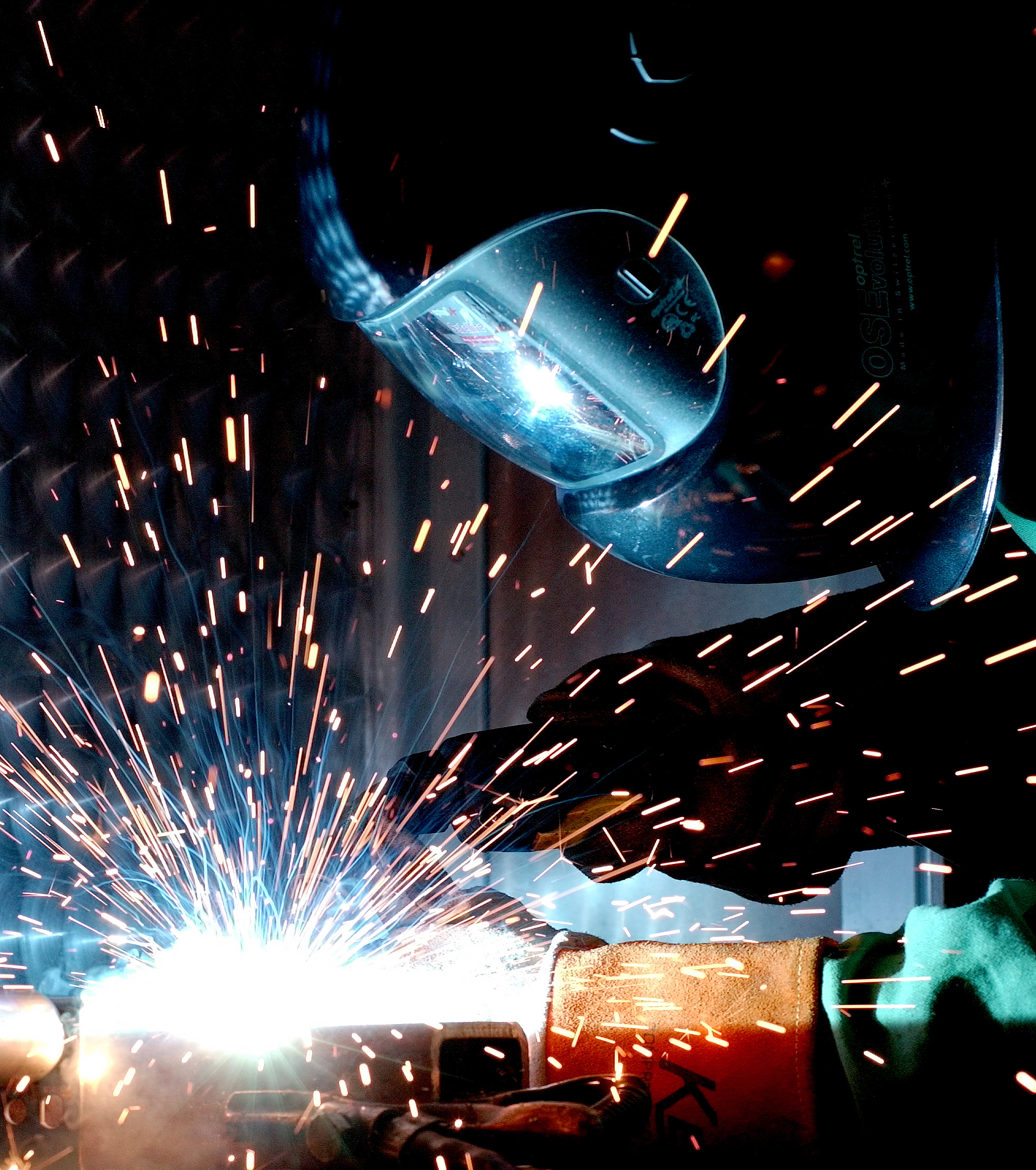
MIG/MAG-lassen

Lasapparaat -
Lasbril -
Laselektrode -
Laserlassen -
Lasfouten -
Lasmanipulator -
Lasoog -
Laspoeder -
Lasrobot -
Lassen

## M
Magnetisch pulslassen -
MIG/MAG-lassen

## O
Onderwaterlassen -
OP-lassen -
Oplassen

## P
Percussielassen -
Plasmalassen -
Projectielassen -
Proplassen -
Puntlassen

## R
Rolnaadlassen -
Röntgenlassen -
Booglassen met roterende boog

## S
Slak (las) -
Smeden -
Spiegellassen -
Stiftlassen -
Stuiklassen

## T
Thermiet -
TIG-lassen

## U

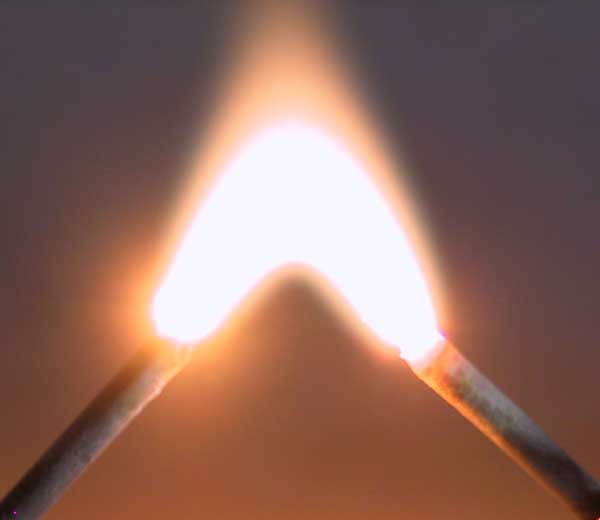
Vlamboog

Ultrasoon lassen

## V
Vlamboog -
Vreten (koudlassen)

## W
Warmte-beïnvloede zone -
Weerstandlassen -
Weerstandstuiklassen -
Wrijvingslassen -
Wrijvingsroerlassen -
Wrijvingsroerpuntlassen

## Z
Zwaartekrachtlassen